# Лохвицька Лариса Юріївна
Лохвицька Лариса Юріївна — борець за незалежність України у XX сторіччі, українська політична та релігійна діячка, учасниця національно-визвольного руху та руху за відродження Української автокефальної православної церкви. Працювала у ряді політичних і релігійних організацій. Член Київської організації Української Гельсінської спілки, член Ветеранського об'єднання Українська Гельсінська Спілка, член Всеукраїнського товариства політв’язнів та репресованих. Нагороджена Орденом святої рівноапостольної княгині Ольги.

## Біографія
Лохвицька Лариса Юріївна народилася 11 квітня 1954 року в місті Києві. У 1978 р. закінчила факультет кібернетики Київського державного університету ім. Тараса Шевченка за спеціальністю «прикладна математика». З 1976 по 1981 роки працювала програмістом у відділі АСУ тресту «Південзахідтрансбуд».
У 1980 році разом з групою молодих київських інтелектуалів організувала Київський демократичний клуб, на зібраннях якого велися дискусії на політичні, філософські, літературні та релігійні теми. Читалися власні публіцистичні та художні твори, самвидав, поширювалася інформація з передач західного радіо. Члени Клубу склали Маніфест, де проголошували свої антикомуністичні та антиімперські погляди. У липні 1980 року склали листівку з закликом підтримати бойкот «Олімпіади-80» в СРСР у зв'язку з окупацією Афганістану.
11 січня 1981 р. Лохвицька  була заарештована в Києві (разом з Леонідом Мілявським, Сергієм Набокою та Інною Чернявською) за звинуваченням у розклеюванні  напередодні річниці січневих арештів 1972 року (День українського політв'язня) летючок із закликом підтримати політичних в'язнів такого змісту: «Співвітчизники! 12 січня громадськість всього світу відзначає День українського політв'язня. Піднімемо свої голоси на захист тих, хто страждає в тюрмах і таборах за свободу і незалежність нашої Батьківщини». Їх видрукували Л. Лохвицька та І. Чернявська.  Під час обшуку в помешканні Лохвицької  були вилучені матеріали самвидаву, власні статті, вірші, оповідання та щоденники. Їй було інкриміновано написання  оповідання «Вибрати свободу» — про політичні переслідування в СРСР, статтю про тенденції розвитку радянського суспільства, де прогнозувався крах комуністичної системи та дезінтеграція імперії, декілька сатиричних віршів, збірник «Записки радіослухача», а також розмови в середовищі знайомих про окупацію Чехословаччини (1968) і Афганістану (1979) радянськими військами. 
19 червня 1981 р. Лариса Лохвицька була засуджена Київським міським судом  за ст. 187 прим КК УРСР «Наклепницькі вигадки, що паплюжать радянський державний і суспільний лад» до трьох років позбавлення волі в таборах загального режиму. Слідство вів старший слідчий прокуратури м. Києва В.Б. Танцюра,  прокурор Абраменко Л.М., суддя – Майбоженко В.Н. Покарання відбувала у харківській колонії ЮЖ-313/54.
Після звільнення, з 1984 по 1990 роки, Лохвицька працювала інженером-програмістом у проектному інституті «Важпромавтоматика».
Телефон її помешкання передавався через Радіо Свобода як контактний Української Гельсінської Спілки. За Лохвицькою велося постійне спостереження, проводились обшуки.
У 1987 році вона стала одним із членів-засновників Українського культурологічного клубу. Очолювала релігійну секцію Клубу. 1988 року вступила до Української Гельсінської спілки. З 1990 по 1992рр. була членом Української республіканської партії (УРП). У рамках діяльності УКК та УГС брала участь у мітингах і демонстраціях (зокрема присвяченій 2-й річниці Чорнобильської катастрофи), в організації перепоховання праху В.Стуса, Ю.Литвина і О.Тихого, збиранні підписів на підтримку вимог кримських татар і легалізації Української греко-католицької церкви. Співпрацювала у незалежній газеті «Голос відродження», була кореспондентом Радіо Свобода та правозахисного видання «Экспресс-Хроника».
У лютому 1988 року разом з о. Богданом Михайлечком, Тарасом Антонюком, Анатолієм Битченком і Миколою Будником створила Ініціативний комітет з відродження Української Автокефальної Православної Церкви і поширила відповідне Звернення до всіх архиєреїв, ієреїв та православних християн в Україні та діаспорі. Добилася від влади передання УАПЦ закритого і зруйнованого комуністичною владою православного храму св. Миколи (Притиска) на Подолі. Працювала спочатку скарбником, а потім старостою у цьому храмі. Була членом Київської єпархіальної ради УАПЦ, секретарем Київського православного братства Андрія Первозванного. Обиралася делегатом Першого Всеукраїнського Собору УАПЦ (1990), який проголосив відродження автокефалії УПЦ, та делегатом об'єднавчого Собору (1992), на якому було створено УПЦ Київського Патріархату. Деякий час разом з О. Гейко-Матусевич видавала журнал «Церква і життя», була дописувачем газети «Наша віра». Лохвицька — автор статей і виступів на релігійну та актуальну церковну тематику.
1996-го року почала працювати відповідальним секретарем «Ліберальної газети» (орган Ліберальної партії України), з 1997 головний редактор «ЛГ». З 1999 по 2018 рр. - керівник прес-служби ЛПУ, член Президії Політради ЛПУ. Вийшла з партії по ряду політичних причин.
Зараз проживає у Києві. На пенсії. У шлюбі з Леонідом Мілявським, має сина. Продовжує займатися громадською діяльністю.